# Julia Yeomans
 (avril 2020).
Julia Mary Yeomans (née le 15 octobre 1954), est une physicienne théoricienne et universitaire britannique. Elle est active dans les domaines de la matière molle condensée et de la physique biologique. Elle est professeur de physique à l'Université d'Oxford. 

## Enfance et Formation
Yeomans naît le 15 octobre 1954 à Derby (Derbyshire, Angleterre). Elle obtient un BA au Somerville College d'Oxford et, en 1979, un doctorat en physique théorique au Wolfson College d'Oxford. Durant son doctorat, elle travaille avec Robin Stinchcombe sur les phénomènes critiques dans les modèles de spin.  

## Recherches
Après deux ans de travail en tant que chercheuse postdoctoral à l'Université Cornell avec Michael E. Fisher, elle est nommée Chargée de cours au Département de physique de l'Université de Southampton en 1981. En 1983, elle est transférée à l'Université d'Oxford où elle devient professeur en 2002. 
Yeomans est professeur au Centre Rudolf Peierls de physique théorique. Ses recherches se concentrent sur la modélisation théorique des processus dans les fluides complexes, y compris les cristaux liquides, les gouttes sur les surfaces hydrophobes, les microcanaux ainsi que les bactéries. 
Les recherches de Yeomans sont accessibles au jeune public à travers Nature's Raincoats qui partage les découvertes sur les surfaces hydrofuges bio-inspirées. Ces résultats ont fait l'objet d'une présentation lors de la Royal Society Summer Science Exhibition en 2009. 
Elle est l'auteur ou co-auteur de plus de 250 articles. 

## Prix et Récompenses
- Bourse du Conseil européen de la recherche pour "Microflow in complex environnements" 2012–17[7].
- Élue Membre de la Royal Society, 2013[4]
- Annual Edward Delaval Lecture in Physics, Lincoln, 2019[8]